# 利夫瓦利鎮區 (明尼蘇達州道格拉斯縣)
利夫瓦利鎮區（英語：Leaf Valley Township）是位於美國明尼蘇達州道格拉斯縣的一個行政鎮區。

## 地方資料
利夫瓦利鎮區的面積為93.60平方千米，當中陸地面積為86.66平方千米，而水域面積為6.94平方千米。根據2020年美國人口普查的數據，當地共有人口404人，而人口密度為每平方千米4.32人。